# Adrian Le Roy
Adrian Le Roy (Montreuil-sur-Mer, circa 1520 – Parigi, 1598) è stato un liutista, chitarrista e compositore francese.

## Biografia
Adrian Le Roy nacque a Montreuil-sur-Mer in una famiglia benestante, ma possediamo poche informazioni sulla sua infanzia, sugli studi e sulla sua formazione artistica; si può ipotizzare la sua appartenenza ad un coro e studi con insegnanti esperti negli strumenti musicali.
Già da adolescente Le Roy diventò un musicista esperto e in questo periodo lavorò per due dignitari reali, Claude de Clermont-Tonnerre e Jacques II, Baron de Semblançay. Probabilmente Le Roy eseguiva concerti privati per loro, presentando alcune delle sue opere.
Adrian Le Roy fu una personalità versatile nel campo della musica francese del XVI secolo, alternando con successo la carriera di compositore, liutaio, chitarrista, pedagogo ed editore musicale.
Come compositore, Le Roy è principalmente conosciuto per le sue chansons e opere per liuto, chitarra e cetera, strumenti sui quali era considerato virtuoso.
La passione di Le Roy per l'editoria sembra originata dal suo incontro, nel 1546, con l'editore di Parigi Jean de Brouilly, dal quale rilevò l'attività editoriale e in seguito sposò sua figlia, Denise.
Nel 1551 Le Roy, insieme al cugino Robert Ballard, fondò una importante casa editrice musicale, Le Roy & Ballard,con sede nell'ex residenza di Brouilly; Le Roy assunse il compito di amministratore artistico dell'azienda, lasciando quella tecnica-economica-commerciale a suo cugino.
La sua attività editoriale fiorì anche perché ottenne il titolo di "imprimeur du Roi pour la musique" dal 1553 e il patronato reale divenne una parte cruciale del successo della azienda, che è durato fino al XIX secolo; comunque Le Roy ottenne i suoi più grandi successi nella composizione, nelle canzoni e nella musica strumentale solista. Nel 1551 esordì con un libro di istruzioni per la chitarra, a cui seguirono altri due, nel 1557 e nel 1574, per il liuto. Scrisse numerosi libri di tablature per chitarra solista, liuto e cetera e ci ha lasciato sei volumi di musica per liuto, cinque libri per chitarra e arrangiamenti per la cetera. Inoltre ha anche arrangiato le opere di altri compositori, come quelle di Pierre Certon.
Negli anni 70 del XVI secolo Le Roy era talmente famoso da avere contatti con i re, Carlo IX di Francia e Enrico III di Francia, oltre che con importanti compositori contemporanei, tra cui Orlando di Lasso, Jacques Arcadelt.
Adrian Le Roy morì a Parigi nel 1598.

## Opere
Il suo lavoro include tablature di liuto e chitarra. Ha scritto un libro di Airs de court mis sur le luth (Arie corte sul liut, 1571). Adrian Le Roy ha anche scritto metodi per il liuto, cetera, mandola, di cui solo quello per la cetera è giunto fino a noi. Le sue due Instructions pour le luth (Istruzioni per il liuto) ci furono trasmesse da traduzioni inglesi del 1568 e del 1574.
- Musica e metodo per il liuto:
  - 1º livre de tablature (1551);
  - Tiers livre (1552);
  - 6º Livre (1559);
  - Livre de tablature d'octante Psaumes de David composés à 4 parties par Cl. Goudimel (1562);
  - Instruction pour le luth, Londra (1574).
- Musica e metodo per la chitarra:
  - Fantaisies, psaumes, gaillardes, allemandes, branles (1551);
  - 2º Livre (1556);
  - Tiers livre (1552);
  - Méthode de guitare (perduto);
- Musica e metodo per la cetera:
  - Brève et facile instruction pour apprendre la tablature (1565);
  - 2º Livre de cistre (1564);
- Méthode de mandore (perduto);
- Musica vocale:
  - Livre d'Airs de cour miz sur le luth (1571);
  - 1º Livre de chansons en forme de vaudeville, composé à 4 parties (1573);
- Opere teoriche:
  - Traicté de musique contenant une théorique succincte pour méthodiquement pratiquer la composition (Parigi, Adrian Le Roy e Robert Ballard, 1583).